# 전혜진 (판타지 작가)
전혜진(1980년 ~ )은 대한민국의 만화가, 작가이다. 인하대학교 수학과를 졸업하고 IT서적 편집자, 프로그래머로 활동하며 '해명태자(해명군)'이라는 닉네임으로 습작활동을 하였다.
2007년  대원씨아이의 라이트 노벨브랜드인 이슈 노벨즈의 공모전에 입선하여 데뷔하였다. 같은 해 공모전 입선작인 《월하의 동사무소》 1권이 발행되었으며, 데뷔 전 웹상에 연재하던 《황금새의 전설》을 북토피아에서 이북으로 출간하였다.
2009년 이후 만화 스토리 작업을 병행하였으며 2013년 이후 웹진 거울을 통해 단편소설을 발표하고 있다.

## 작품

### 소설
- 황금새의 전설 (디키스토리,2011)[1]
- 월하의 동사무소 (이슈 노벨즈, 2007)[2]
- 그와 그녀의 화학반응 (지니앤노박, 2010)
- 공대의 전설 하이바맨 (2010년 엔픽문고에서 발매 예정이었으나 무산)[3]
- 하늘흰나비의 날갯짓 (텍스툰 10호[깨진 링크(과거 내용 찾기)], 2012)
- 홍등의 골목(온우주, 2013)[4]

### 만화
- 미소년전사 하이바맨(김진희 그림: 현재 연재중단, 대원씨아이, 2009)
- 누나 팬 닷컴(김성연 원작/전혜진 글 김진희 그림, 학산문화사, 2009)
- 레이디 디텍티브(이기하 그림, 대원씨아이, 2010)
- 비원의 탑(최미애 그림, 학산문화사, 2011)
- 족쇄 - 두 남매 이야기(민송아 글, 그림, 대원씨아이, 2014)[5]
- PermIT!(이수현 그림, 코미코, 2014)
- 리베르떼(김락현 그림, 대원씨아이, 2014)

### 게임
- 밀크 초콜릿(지오 인터렉티브)

### 실용서
- 천만원으로 결혼할 수 있을까(대원씨아이, 2013)